# إزرائيل أبيا
إزرائيل أبيا (بالفرنسية: Israel Abia)‏ (مواليد 10 ديسمبر 1993) هو لاعب كرة قدم نيجيري يلعب حاليًا لصالح نادي الكوكب السعودي.

## روابط خارجية
- إزرائيل أبيا على موقع قاعدة بيانات كرة القدم.إي يو (الإنجليزية)
- إزرائيل أبيا على موقع Soccerway.com (الإنجليزية)